# Matri-Phony
Matri-Phony é um filme curta-metragem estadunidense de 1942, dirigido por Harry Edwards. É o 63º filme de um total de 190 da série com os Três Patetas produzida pela Columbia Pictures entre 1934 e 1959.

## Enredo
Os Três Patetas são donos de loja de mercadorias diversas na Grécia antiga ("Antiga Erysipelas"), sob o reinado do poderoso Imperador Octopus Grabus (chamado de Octopus Polvídio pela dublagem brasileira original, interpretado por Vernon Dent). Octopus procura por uma nova esposa e que ela seja ruiva. A adorável Diana (Marjorie Deanne) é ruiva e por isso é procurada para ser levada ao Imperador. Ela se esconde dos guardas do palácio na loja dos Patetas. Quando é descoberta os Patetas são levados presos e o Imperador os condena a serem jogados aos leões. O trio escapa e procura por Diana no palácio. Antes que o Imperador chegue para se encontrar com ela em seus aposentos, os Patetas fazem com que Curly se disfarce de mulher e fique no lugar dela. Os óculos do Imperador são quebrados e ele não percebe a troca quando entra no quarto. Curly tenta se livrar das investidas do Imperador e ele e seus companheiros saltam pela janela mas ficam espetados na lanças de guardas que os carregam de cabeça para baixo, de volta à prisão.